# Hallax
Hallax is een computerspel dat werd ontwikkeld door Relax Design en uitgegeven door Binary Zone. Het spel kwam in 1988 uit voor de Commodore 64. Het spel is een breakout clone waarbij het speelveld links staat afgebeeld en de punten rechts. Het spel is ontworpen en geprogrammeerd door Andrew Lumley (Yat). Het spel kan met de joystick gespeeld worden. Het spel kan met een of twee spelers gespeeld worden.